# Kaspar Huschberger
Kaspar Anton Huschberger (* vor 1765; † 1822 in München) war ein jülich-bergischer Hofbaumeister und königlich bayerischer Baudirektor.

## Leben

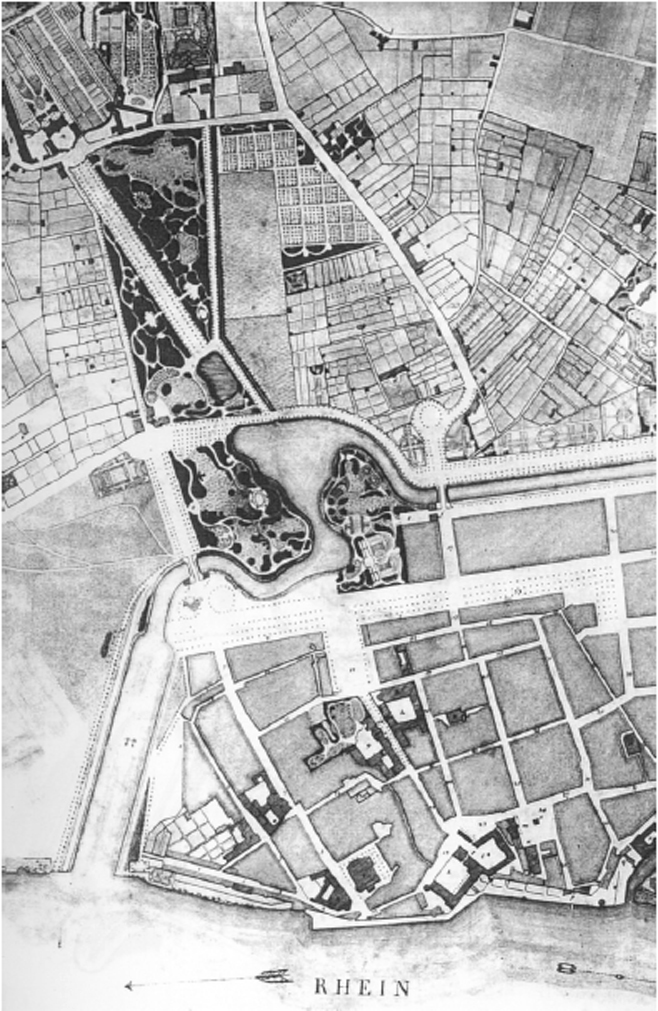
Düsseldorf mit seinen Umgebungen nach geschleiften Festungswerken, 1809 (Ausschnitt) – Der Plan fußt auf dem 1801 entstandenen, jedoch verlorenen Plan von Huschberger.

Kaspar Huschberger war der Sohn von Johann Heinrich Huschberger, eines vormals in Schwetzingen tätigen, kurpfälzischen Bauinspektors und 1772 zum jülich-bergischen Hofbaumeister beförderten Architekten. Er wurde ebenfalls zum Architekten ausgebildet und trat in die Dienste des Landesherrn. Ab 1782 leitete er – zunächst zusammen mit seinem Vater – die Durchführung staatlicher Bauaufgaben im Herzogtum Jülich-Berg, einem Nebenland Kurpfalz-Bayerns. In dieser Tätigkeit beschäftigte er sich unter anderem mit der Realisierung der Düsseldorfer Carlstadt und dem Wiederaufbau des 1796 zerstörten Hofgärtnerhauses. Im Zusammenhang mit der in Artikel VI des Friedens von Lunéville vorgesehenen Defortifikation Düsseldorfs entwarf er im Auftrag von Johann Wilhelm von Hompesch zu Bolheim Anfang 1801 einen (nur in der Beschreibung überlieferten) Plan über die „Vergrößerung und Verschönerung der Stadt Düsseldorf“, der auf dem Gelände der in den Koalitionskriegen beschädigten Stadtbefestigung einen Halbring aus Grünanlagen und Wasserflächen einschließlich eines Stadtgrabens und eines Sicherheitshafens vorsah. Am 25. September 1801 übernahm Huschberger innerhalb der bergischen Regierung zusätzlich zu seiner Funktion als Hofbaumeister das Amt eines Bauinspektors. Hierzu gewährte ihm sein Landesherr, Maximilian IV. von Pfalz-Bayern, eine Gehaltserhöhung um 200 Reichstaler sowie erhöhte Tagesgelder für Inspektionsreisen und für ein Pferd. Ab 1783 saß er im Magistrat der Stadt Düsseldorf, 1802 als „Altrath“. Außerdem gehörte er der am 28. Januar 1802 einberufenen „Commission für die Leitung der Bebauungs-Angelegenheiten“ an, die unter der Leitung des bergischen Staatsrats Georg Arnold Jacobi die Aufgabe hatte, die Planungen zur Beseitigung der Befestigungsanlagen und zur städtebaulichen Umgestaltung Düsseldorfs fortzuführen.
Wenige Jahre später ging er nach München, wo er 1806 unter Generaldirektor Carl Friedrich Wiebeking zum Baudirektor des königlich bayerischen „Central-Wasser- und Straßenbau-Bureaus“ befördert wurde. Als seinen Nachfolger engagierte Jacobi 1806 vorübergehend Karl Friedrich Schäffer, den Baukunst-Professor der Kunstakademie Düsseldorf, ab 1808 den Münsteraner Architekten Adolph von Vagedes. In seiner neuen Stellung hatte Huschberger wenig Glück: Im Zusammenhang mit dem Projekt eines Neubaus der Korbinianbrücke in Freising kam es 1808 zu Setzungen und über deren technische Ursachen zu einem schweren Zerwürfnis mit Generaldirektor Wiebeking, der dafür sorgte, dass Huschberger und ein weiterer zuständiger Baubeamter, Joseph von Pigenot (1779–nach 1824), in andere Behörden versetzt wurden.
Huschberger war verheiratet mit Maria Theresia Berghorn. Das Paar hatte mehrere Kinder. Unter ihnen erlangte Johann Ferdinand Huschberg als Historiker größere Bekanntheit. Die Stadt Düsseldorf ehrte Huschberger durch Benennung der Huschbergerstraße, einer Parallelstraße zur Königsallee im Stadtteil Stadtmitte.